# Drienovo
Drienovo je obec v okrese Krupina v Banskobystrickém kraji na Slovensku. Žije zde 107 obyvatel.
První písemná zmínka o obci pochází z roku 1256. V obci se nachází jednolodní elektický evangelický kostel z roků 1906-1907, který byl postaven na místě staršího kostela z roku 1773.